# Rougon-Macquartovi ili Prirodna i društvena povijest jedne obitelji pod Drugim carstvom
Rougon-Macquartovi ili Prirodna i društvena povijest jedne obitelji pod Drugim carstvom je kolektivni naslov dan Zolinom najvećem literernom dostignuću - monumentalnom dvadesetoknjižju koje opisuje život različitih članova jedne obitelji u Drugom Carstvu nastalom 1871. pod vlašću Napoleona III.
Dvadeset knjiga koje čine zbirku su:
1. La Fortune des Rougon (1871.)
2. La Curée (1871. – 1872.)
3. Trbuh Pariza (1873.)
4. La Conquête de Plassans (1874.)
5. La Faute de l'Abbé Mouret (1875.)
6. Son Excellence Eugène Rougon (1876.)
7. Jazbina (1877.)
8. Une Page d'amour(1878.)
9. Nana (1880.)
10. Pot-Bouille (1882.)
11. Au Bonheur des Dames (1883.)
12. La Joie de vivre (1884.)
13. Germinal (1885.)
14. L'Oeuvre (1886.)
15. La Terre (1887.)
16. Le Rêve (1888.)
17. Čovjek-zvijer (1890.)
18. L'Argent (1891.)
19. La Débâcle (1892.)
20. Le Docteur Pascal (1893.)